# Гиагинская (станция)
Гиа́гинская — грузовая и пассажирская станция на участке Армавир—Туапсе Туапсинского региона Северо-Кавказской железной дороги.
Находится в станице Гиагинской Республики Адыгея.
Станция имеет 5 путей, одну пассажирскую платформу, 2 погрузочно-разгрузочные площадки. Основное назначение: погрузка зерновых на элеваторе.

## История
Станция была разрушена в ходе боёв с наступавшими немецкими войсками в августе — ноябре 1942 года, впоследствии восстановлена. Нынешнее здание вокзала построено после Великой Отечественной войны по тому же проекту, что и вокзалы находящихся на этой же железнодорожной ветке станций Андреедмитриевка и Пшехская.